# Helga Münster
Helga Münster (* im 20. Jahrhundert) ist eine deutsche Schauspielerin.

## Leben
1958 hatte Münster in dem Film Der Mann, der nicht nein sagen konnte ihren ersten Auftritt. 1963 hatte sie ihre erste Fernsehrolle in der Fernsehserie Hafenpolizei.

## Filmografie (Auswahl)
- 1958: Der Mann, der nicht nein sagen konnte
- 1958: Schwarze Nylons – Heiße Nächte
- 1959: Jons und Erdme
- 1961: Unser Haus in Kamerun
- 1963: Hafenpolizei (Fernsehserie, Folge 1x02)
- 1964: Anruf aus Zürich (Fernsehfilm)
- 1964: Die fünfte Kolonne (Fernsehserie, Folge 2x03)
- 1964: So ein süßes kleines Biest (Fernsehserie, Folge 1x07)
- 1965: Bob Morans Weltreisen und Abenteuer (Bob Morane, Fernsehserie, Folge 2x01)
- 1965: John Klings Abenteuer (Fernsehserie, Folge 1x04)
- 1966: Lautlose Jagd (Fernsehserie, Folge 1x05)
- 1967: Ein Fall für Titus Bunge (Fernsehserie, Folge 1x05)
- 1967: Cliff Dexter (Fernsehserie, Folge 2x01)
- 1968: Gertrud Stranitzki (Fernsehserie, Folge 3x01)
- 1969: Percy Stuart (Fernsehserie, Folge 1x12)

## Hörspiele (Auswahl)
- 1962: Hans Kyser: Ankommt eine Depesche – Regie: Fritz Schröder-Jahn (Original-Hörspiel – NDR)
- 1964: John Reeves: Strand der Fremden (Mrs. Popescu) – Regie und Sprecher: Gert Westphal (Originalhörspiel – NDR)
- 1967: Dan Treston: Klavier im Fluß (2. Stimme) – Regie: Gert Westphal (Originalhörspiel – NDR/SFB)
- 1967: Hermann Moers: Gefährten (Verkäuferin) – Regie: Hans Bernd Müller (Originalhörspiel – NDR/SDR)

Quelle: ARD-Hörspieldatenbank